# Kailua (Hawaii county)
Kailua is een plaats (ook bekend als Kailua-Kona) (census-designated place) in de Amerikaanse staat Hawaï, en valt bestuurlijk gezien onder Hawaii County. Het was van 1812 tot 1820 de hoofdstad van het Koninkrijk Hawaï.
Kailua is met Waikoloa Beach het belangrijkste toeristische centrum van het eiland Hawaï omdat het er minder regent dan aan de oostkust (waar Hilo ligt). De Ironman Hawaï wordt hier jaarlijks gehouden. Kailua-Kona is bereikbaar via Kona International Airport (KOA).
Konakoffie uit deze streek is Arabica koffie die wordt geteeld op de hellingen van de vulkanen Hualalai en Mauna Loa. Deze koffie heeft een reputatie van goede kwaliteit en de prijs is hoog.
In de nabije omgeving ligt het Honokohau Settlement met het Kaloko-Honokōhau National Historical Park. Het Hulihee Paleis is een historisch vakantiehuis van het Hawaïaanse koningshuis. De Mokuaikaua-kerk is de oudste christelijke kerk op Hawaï.

## Demografie
Bij de volkstelling in 2000 werd het aantal inwoners vastgesteld op 9870.

## Geografie
Volgens het United States Census Bureau beslaat de plaats een oppervlakte van
103 km², geheel bestaande uit land.

## Geboren
- Brain Adams (1963-2007), worstelaar

## Afbeeldingen

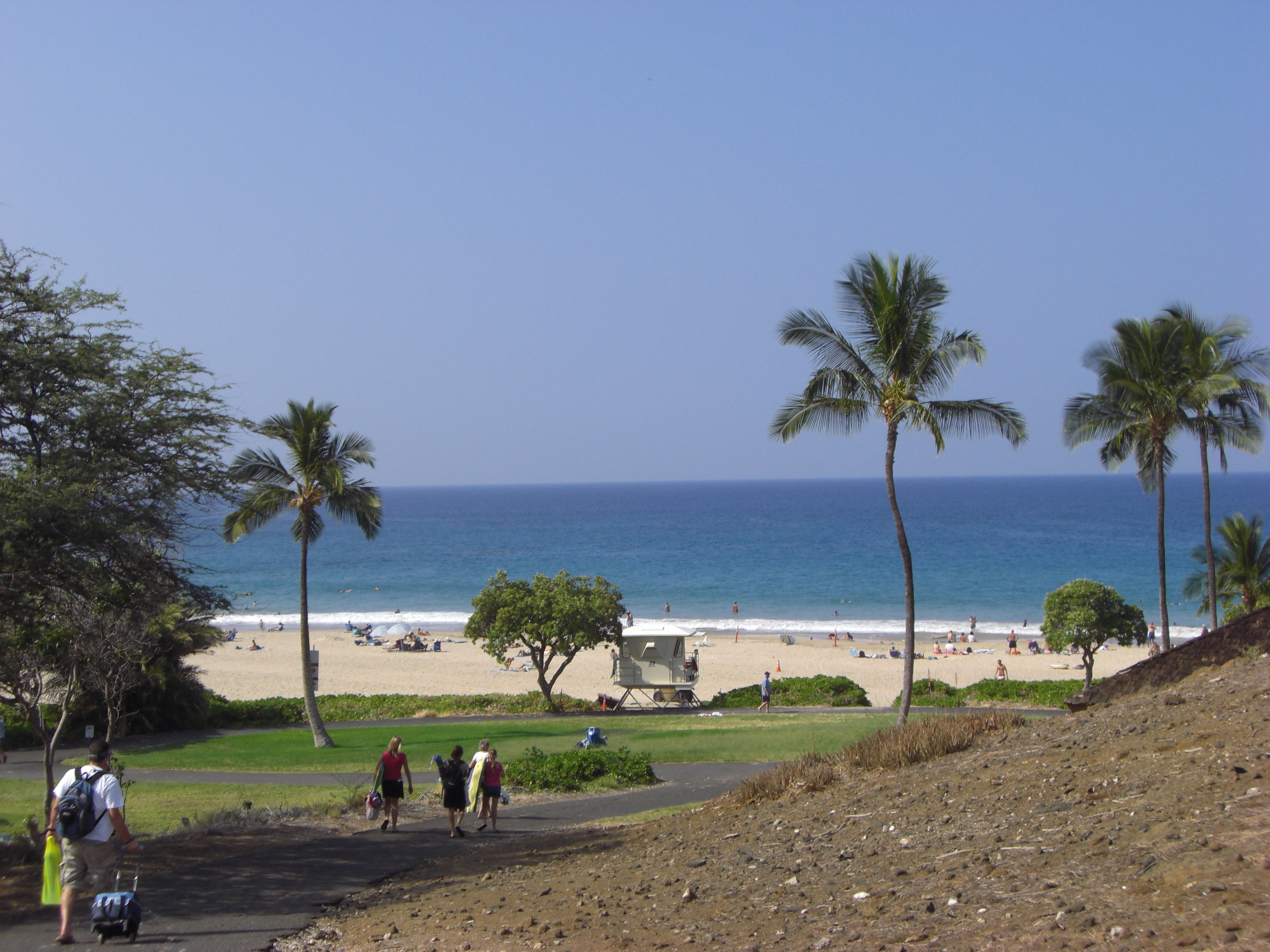
Kailua Beach
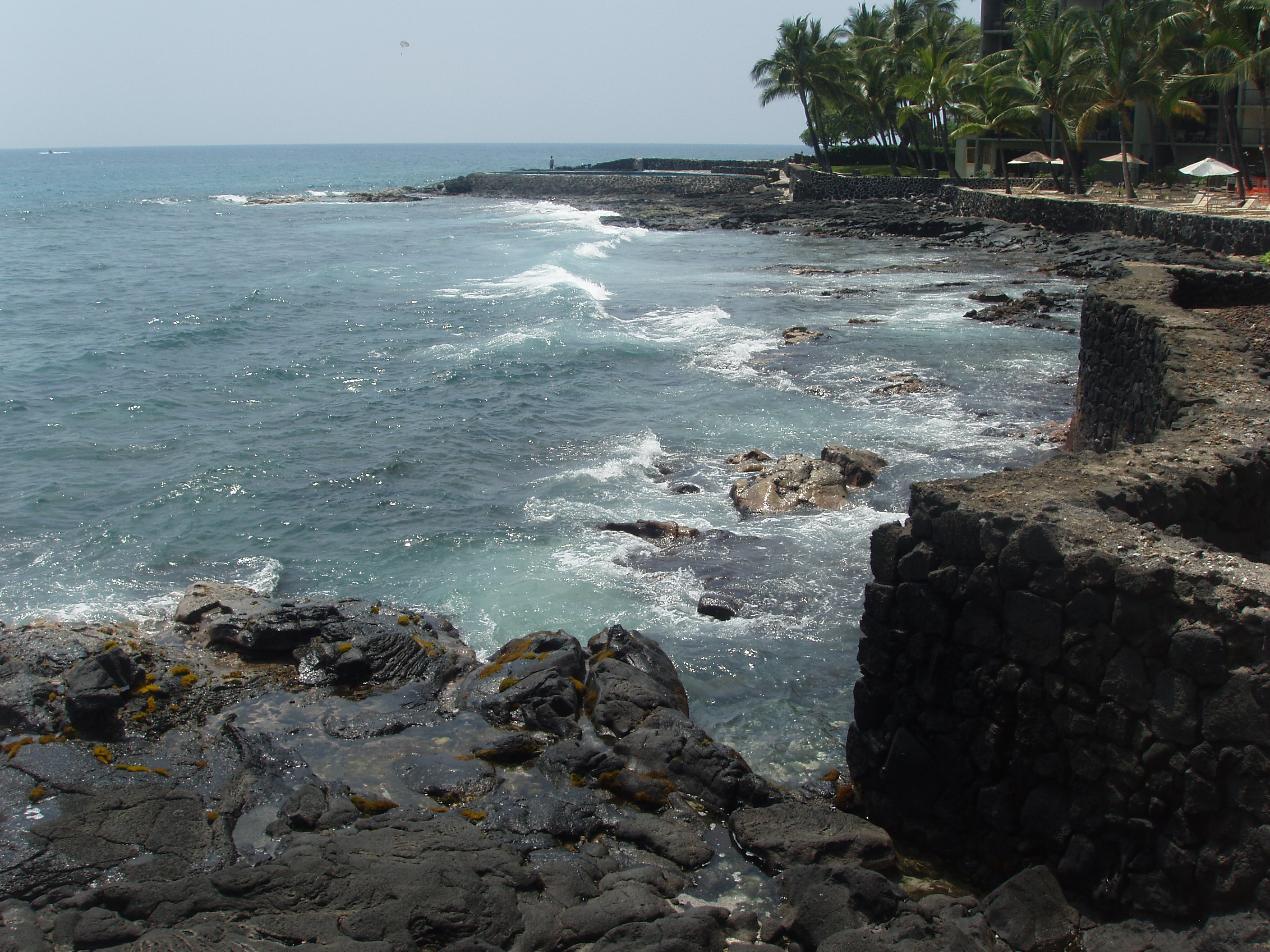
Kustlijn
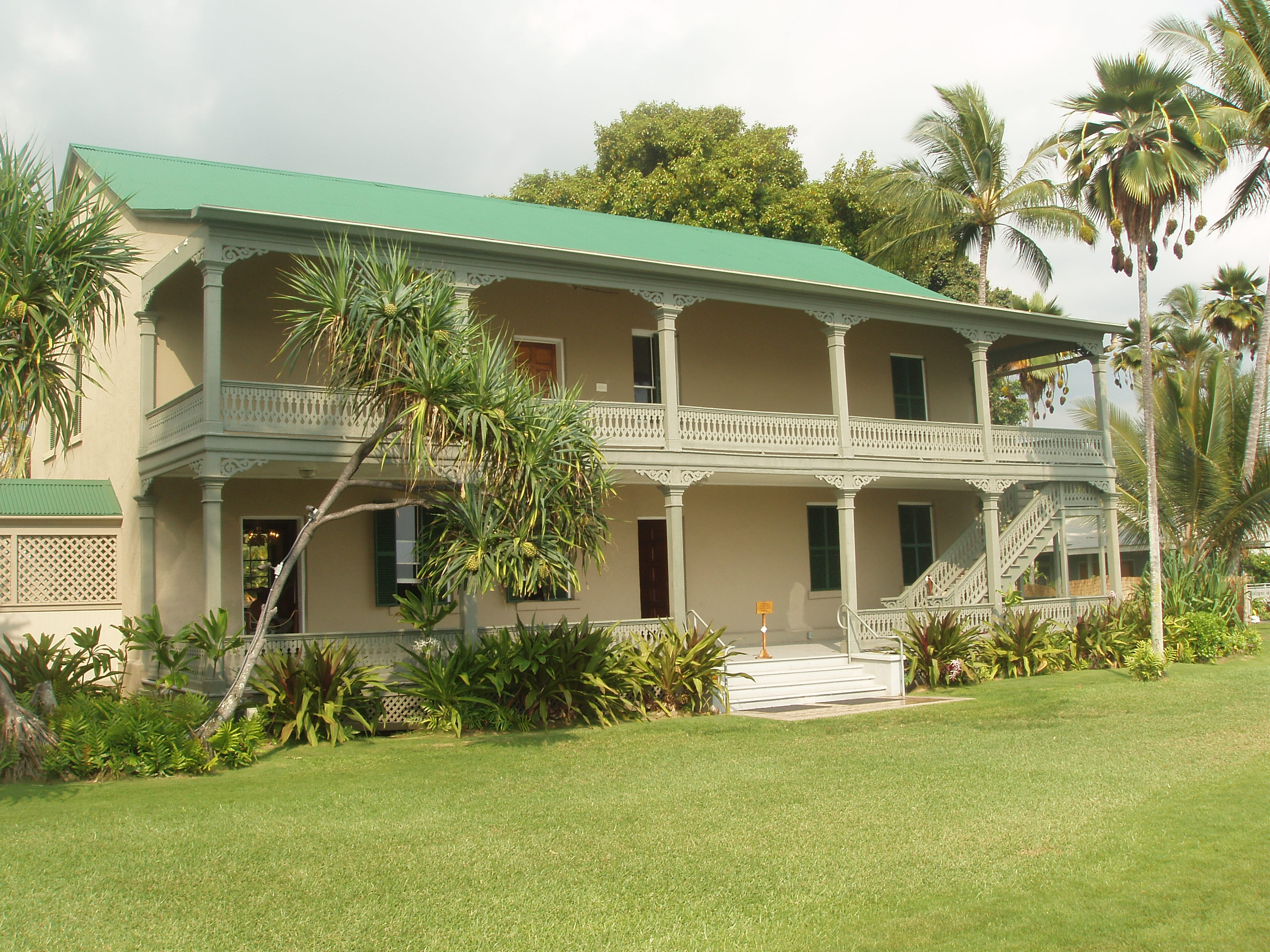
Hulihee-paleis
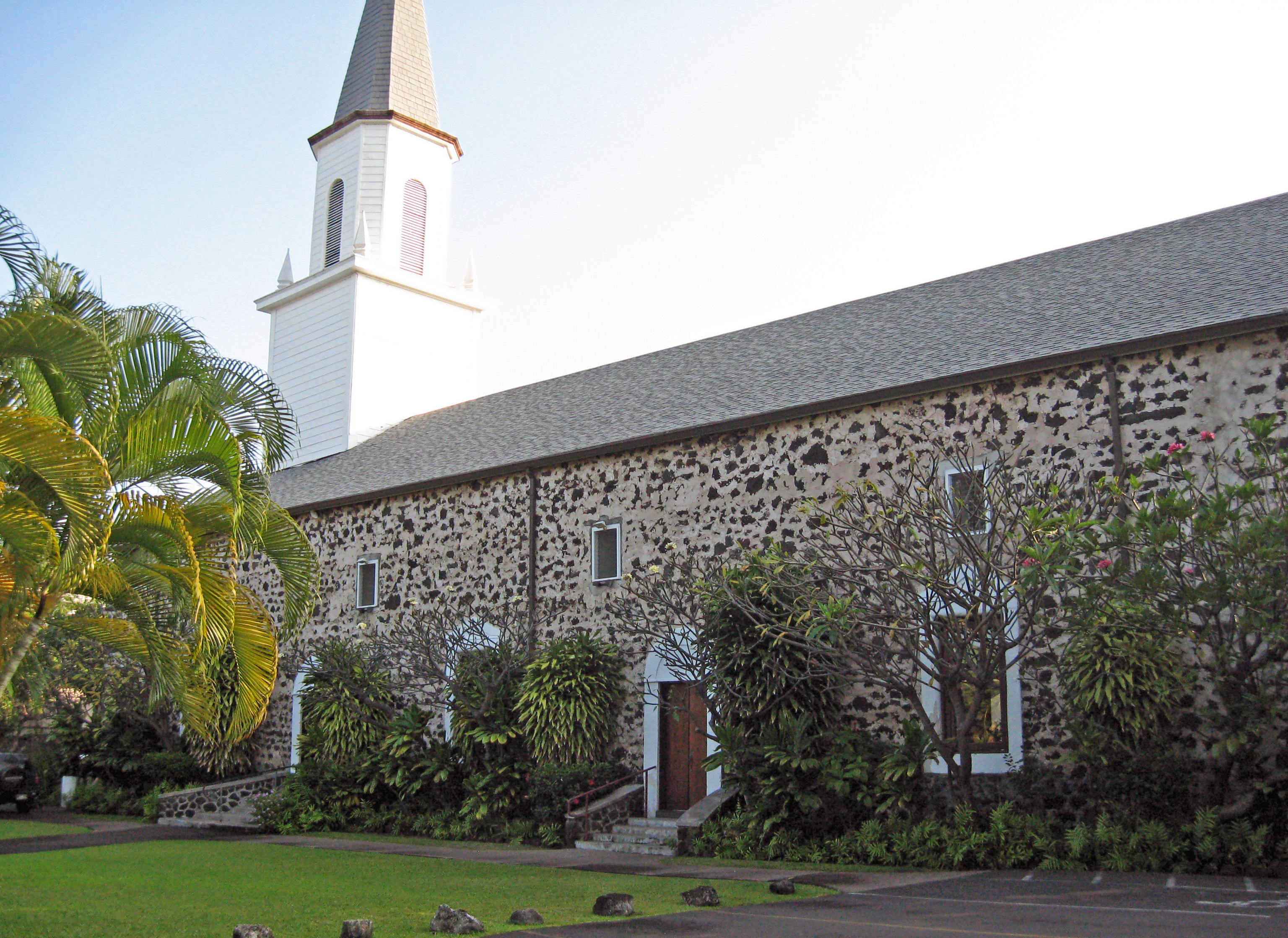
Mokuaikaua-kerk

## Voetnoten
1. ↑  Er is ook een Kailua op het eiland Oahu.
2. ↑  https://www.vivakoffie.nl/wat-is-kona-koffie-uit-hawaii/. Gearchiveerd op 21 maart 2023.
3. ↑  (en)  U.S. Census Bureau. Census 2000 Summary File 1

- Library of Congress Control Number: n79127916
- MusicBrainz: 89e519e3-d534-42aa-b6d6-cd40baecd232
- National Archives and Records Administration: 10047051
- Nationale Bibliotheek van Israël: 987007554946505171
- Virtual International Authority File: 154264558
- WorldCat: E39PBJdCpd7T7WxyRT8Dbjvrbd